# 赤羽根町 (田原市)
赤羽根町（あかばねちょう）は、愛知県田原市の地名。丁番を持たない単独町名であり、89の小字が設置されている。

## 地理
旧赤羽根町中央部に位置する。東は高松町、西は若見町、南は太平洋に接する。

### 河川・海岸
- 豊川用水[5]
- 池尻川[5]
- 赤羽根海岸

### 字一覧
字名は以下の通りである。
| - 青木（あおき） - 赤土（あかど） - 穴野（あなの） - 新井戸（あらいど） - 荒古（あらこ） - 阿原（あわら） - 猪荒（いあら） - 池尻田（いけしりだ） - 池ノ神（いけのかみ） - 石添（いしぞえ） - 石橋（いしばし） - 市場（いちば） - 姥ケ原（うばがはら） - 姥ケ懐（うばがふところ） - 浦田一番（うらたいちばん） - 浦田二番（うらたにばん） - 枝古（えだご） - 大荒古（おおあらこ） - 大石（おおいし） - 大石畑（おおいしばた） - 大ケ口（おおがぐち） - 太田（おおた） - 大辻（おおつじ） - 大西（おおにし） - 大道浦（おおみちうら） - 奥新田（おくしんでん） - 於三畑（おさんばた） - 越白（おしろ） - 小山（おやま） - 柿木（かきのき） | - 片山（かたやま） - 上草良木（かみくさらぎ） - 北浦（きたうら） - 源六（げんろく） - 三枚（さんまい） - 四貫目（しかんめ） - 島添（しまそ） - 白田原（しらたはら） - 新笹（しんざさ） - 新田（しんでん） - 諏訪（すわ） - 竹原（たけはら） - 溜り池（たまりいけ） - 出口（でぐち） - 寺山（てらやま） - 天神（てんじん） - 天神瀬古（てんじんぜこ） - 堂瀬古（どうぜこ） - 道亀原（どんがめばら） - 長沢（ながさわ） - 長尻（ながしり） - 中瀬古（なかぜこ） - 中野（なかの） - 中竜ケ原（なかりゅうがはら） - 西（にし） - 西瀬古（にしぜこ） - 西宝珠（にしほうじゅ） - 西山（にしやま） - 根上り（ねあがり） - 野添（のぞえ） | - 野添原（のぞえばら） - 走り落（はしりおち） - 八反田（はたんだ） - 八分（はちぶ） - 八六（はちろく） - 浜田（はまだ） - 東荒古（ひがしあらこ） - 東石橋（ひがしいしばし） - 東瀬古（ひがしぜこ） - 東山（ひがしやま） - 東竜ケ原（ひがしりゅうがはら） - 飛留輪（ひるわ） - 仏供田（ぶくでん） - 宝珠（ほうじゅ） - 前畑（まえはた） - 曲（まがり） - 南田（みなみだ） - 美之手田（みのてだ） - 宮瀬古（みやぜこ） - 明神（みょうじん） - 向夕（むかいゆう） - 向八反田（むこうはたんだ ） - 茂平田（もへいだ） - 山ノ田（やまのた） - 山田（やまんた） - 夕（ゆう） - 夕ケ原（ゆうがはら） - 夕沢（ゆうざわ） - 余造（よぞう） |

## 歴史

### 地名の由来
赤い粘土が多いことに由来するという。

### 沿革
- 鎌倉時代〜戦国時代 - 三河国渥美郡赤羽根郷として文献に登場する[7]。
- 江戸時代 - 田原藩領の赤羽根村として所在[7]。
- 1873年（明治6年） - 赤羽根学校設立[7]。
- 1876年（明治9年） - 赤羽根東学校および赤羽根西学校が設立[7]。赤羽根郵便局設置[7]。
- 1889年（明治22年） - 町村制による赤羽根村となる[7]。
- 1990年（明治33年） - 乗合馬車事業が開始される[7]。
- 1906年（明治39年） - 高松村および若戸村と合併し、赤羽根村大字赤羽根となる[7]。
- 1948年（昭和23年） - 簡易水道が敷設される[7]。
- 1949年（昭和24年） - 東山において養護施設赤羽根学園が設立[7]。
- 1952年（昭和27年） - 赤羽根保育園が設立[7]。
- 1958年（昭和33年） - 町制施行により、赤羽根町大字赤羽根となる[7]。
- 2005年（平成17年）10月1日 - 合併に伴い、田原市赤羽根町となる。

## 世帯数と人口
2015年（平成27年）10月1日現在の世帯数と人口は以下の通りである。
| 町丁     | 世帯数  | 人口    |
| -------- | ------- | ------- |
| 赤羽根町 | 670世帯 | 2,246人 |

### 人口の変遷
国勢調査による人口の推移
| 2005年（平成17年） | 2,419人 | [ 8 ] |  |
| 2010年（平成22年） | 2,412人 | [ 9 ] |  |
| 2015年（平成27年） | 2,246人 | [ 2 ] |  |

## 学区
市立小・中学校に通う場合、学区は以下の通りとなる。また、公立高等学校に通う場合の学区は以下の通りとなる。
| 番・番地等 | 小学校               | 中学校               | 高等学校 |
| ---------- | -------------------- | -------------------- | -------- |
| 全域       | 田原市立赤羽根小学校 | 田原市立赤羽根中学校 | 三河学区 |

## 施設・名所・旧跡

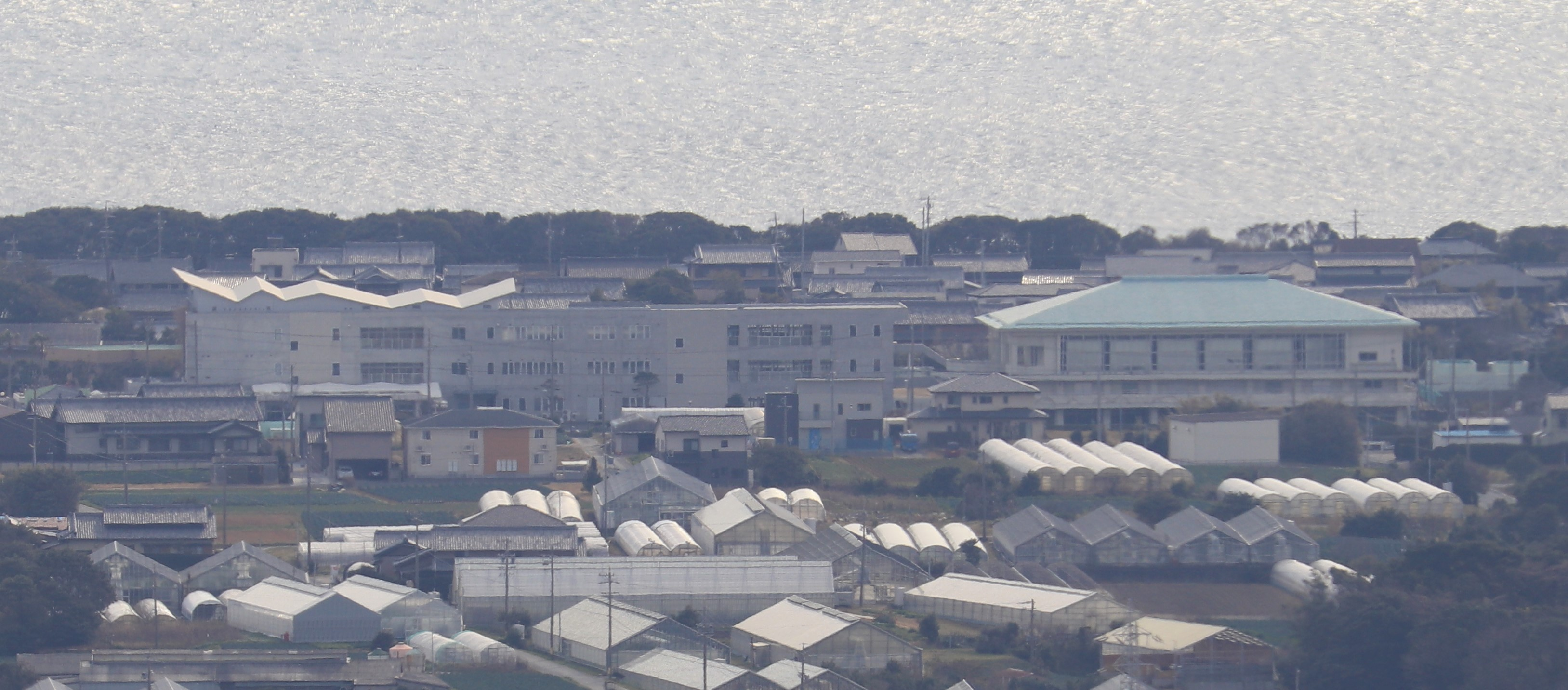
田原市立赤羽根中学校

- 愛知県立成章高等学校赤羽根分校[5]

- 田原市立赤羽根中学校[5]
- 田原市立赤羽根小学校[5]
- 赤羽根保育園[5]
- 公民館[5]
- 歴史民俗資料館[5]
- 郵便局[5]

- 赤羽根漁港[5]

- 若宮八幡社[12]
- 八柱神社[12]
- 諏訪神社[12]
- 神明宮[12]
- 稲荷神社[12]
- 曹洞宗厳王寺[13]
- 真宗高田派光明寺[12]
- 養性寺[12]

## その他

### 日本郵便
- 郵便番号 : 441-3502[3]（集配局：田原郵便局[14]）。